# Marco Borriello
Marco Borriello (Nàpols, Província de Nàpols, Itàlia, 18 de juny de 1982) és un exfutbolista professional italià que jugava com a davanter.

## Trajectòria

### Triestina, Treviso i AC Milan
Va començar la seva carrera professional a la US Triestina Calcio, que jugava a la Serie C2 italiana, l'equip va ascendir de categoria encara que Borriello només va jugar 9 partits.
Abans que comencés la temporada Marco va fitxar pel FC Treviso que militava a la Serie C1, en aquesta temporada Borriello va jugar molts més partits que a la seva primera temporada, un total de 27, i va marcar 10 gols, l'equip va quedar quart de la categoria i no va poder ascendir.
A la temporada 2003-2004 fitxa pel AC Milan de la Serie A, aquesta temporada obté uns números molt pobres jugant únicament 4 partits i sense marcar cap gol.

### Reggina, Sampdoria i retorn al Treviso
A la temporada 2003-2004 el Reggina Calcio obté els seus servicis, al final de temporada l'equip va acabar salvant-se, però, no va ser precisament gràcies a ell, ja que només va marcar 2 gols en 30 partits.
A la temporada següent fitxa per la UC Sampdoria encara que només va durar mitja temporada, ja que al mercat d'hivern fitxa pel FC Treviso, on va tornar a obtenir uns números bastant pobres marcant només 5 gols en els 20 partits que va disputar en el seu retorn al club, al final de temporada l'equip descendeix a la Serie B.

### AC Milan i Genoa CFC
Va fitxar per segon cop per l'AC Milan a la temporada 2006-2007 on va marcar només 1 gol i a la temporada següent el Genoa CFC el fitxa, amb els Grifone fa la seva millor temporada, ja que va marcar 19 gols en 35 partits, quedant com a tercer màxim golejador de la Serie A, tot i això, el Genoa CFC no va entrar en competicions europees i va acabar la temporada com a 10º classificat,

### AC Milan i AS Roma
La seva tercera etapa com a jugador de l'AC Milan es va produir entre els anys 2008 i 2010, va jugar 37 partits i va marcar 15 gols.
A la temporada 2010-2011 fitxa per l'AS Roma, on va estar una temporada i mitja, a la seva primera temporada amb l'AS Roma fa bons números, ja que va marcar 17 gols, però la seva segona temporada amb l'AS Roma comença malament, ja que a la primera volta només va jugar 7 partits i no va marcar cap gol, això va fer que l'AS Roma el cedeixi fins al final de temporada a la Juventus FC, a la segona meitat de temporada va jugar 13 partits i va marcar 2 gols, al final de la temporada el seu equip guanya la Serie A.

## Selecció italiana
Amb la selecció de futbol d'Itàlia ha jugat 7 partits.
Va debutar amb la selecció azzurra el dia 6 de febrer de l'any 2008 en un partit que la seva selecció va jugar amb la selecció de futbol de Portugal, el partit va acabar 3-1 a favor dels italians.